# Engels-Haus

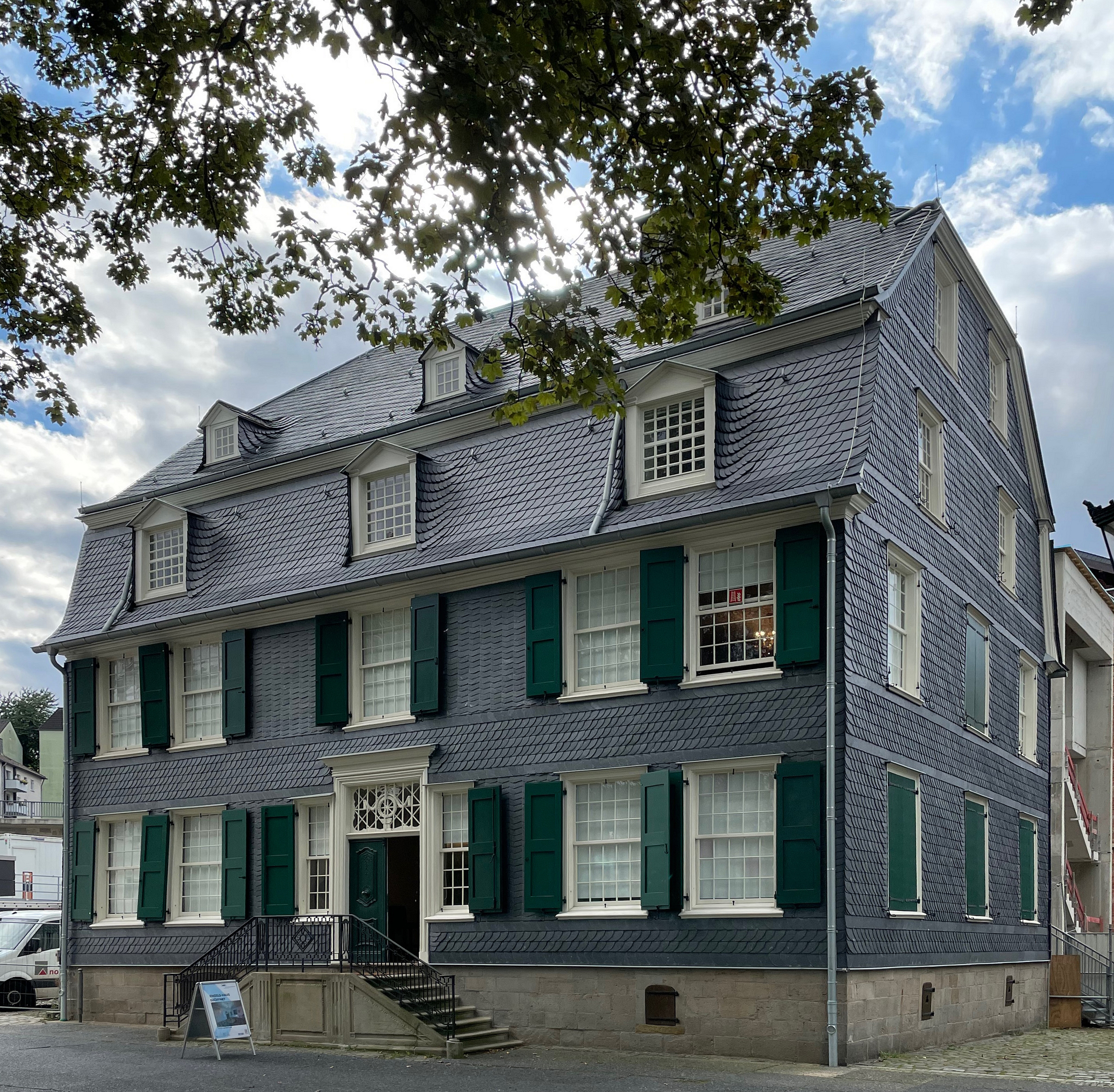
Engels-Haus nach Renovierung (2021)

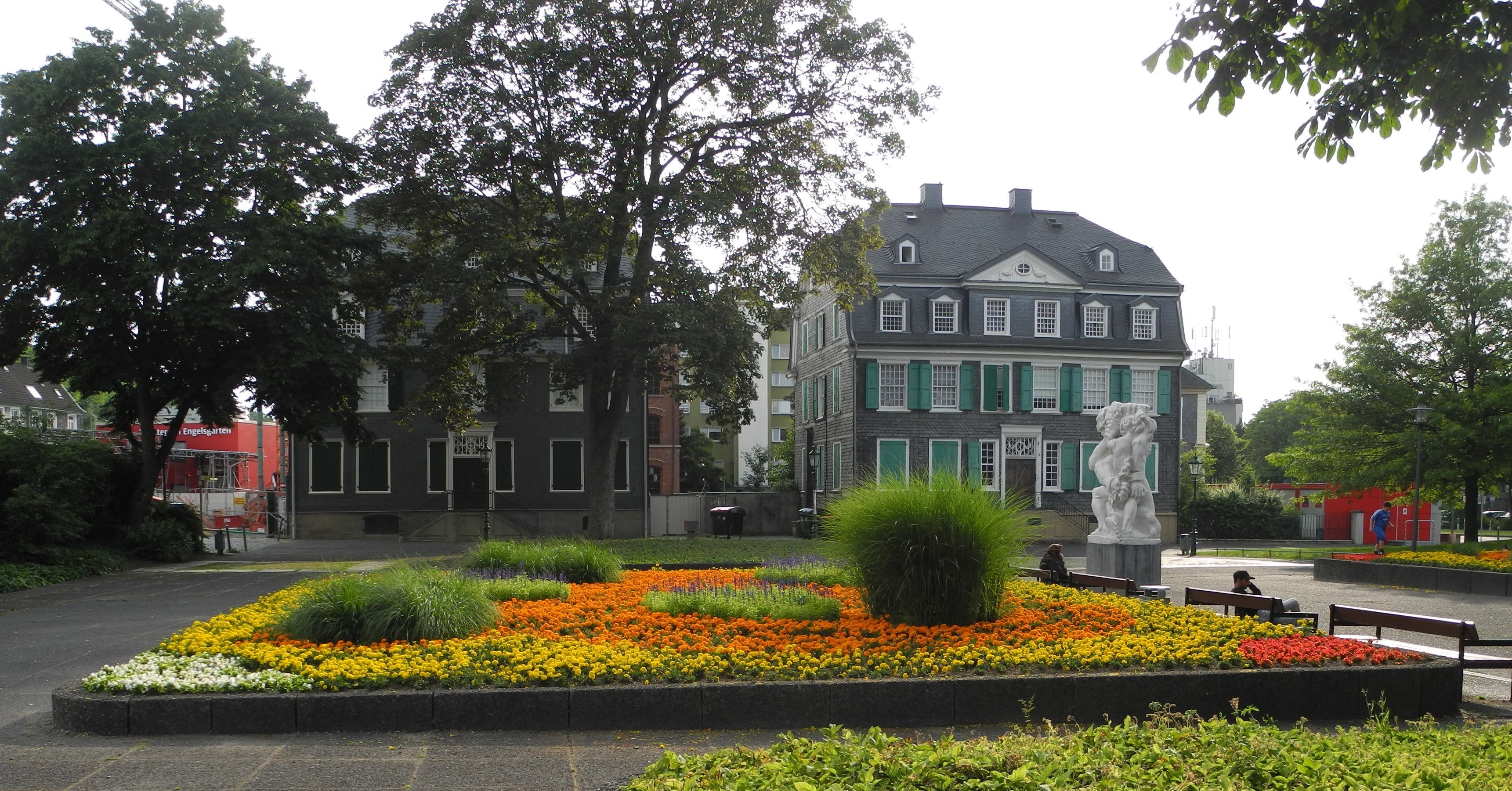
Engelsgarten mit Engels-Haus (links), Haus Röhrig (rechts)

Das Engels-Haus in Wuppertal war eines der fünf Wohnhäuser, die die Familie Engels im ehemaligen Unterbarmer Bruch besaß. Es ist das Geburtshaus von Friedrich Engels sen. (1796–1860), dem Vater des Begründers des wissenschaftlichen Sozialismus Friedrich Engels (1820–1895), der etwa 100 Meter östlich geboren wurde und dessen Geburtshaus im Zweiten Weltkrieg zerstört wurde. Heute erinnert ein Gedenkstein im Wuppertaler Engelsgarten an diesen Ort.
Das Engels-Haus, nahe der Friedrich-Engels-Allee, bildet zusammen mit dem Museum für Frühindustrialisierung, dem Manuelskotten, dem Bandwebermuseum und dem Kalktrichterofen am Eskesberg das Museum Industriekultur Wuppertal. Der erste Leiter des Historischen Zentrums war Michael Knieriem, der die Nachrichten aus dem Engels-Haus herausgab. Seine Nachfolger sind Eberhard Illner und aktuell Lars Bluma.

## Geschichte

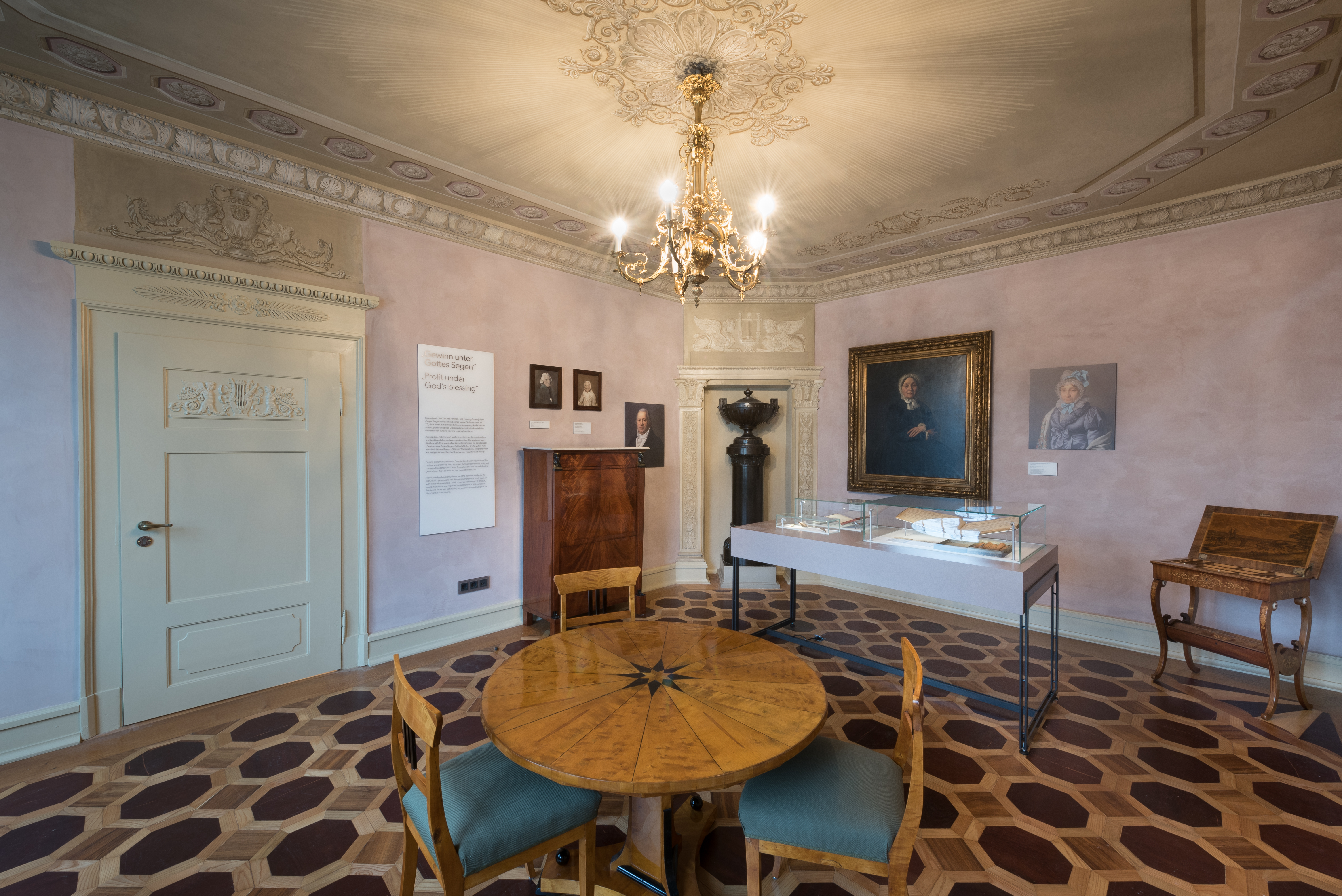
Musikzimmer mit Dauerausstellung

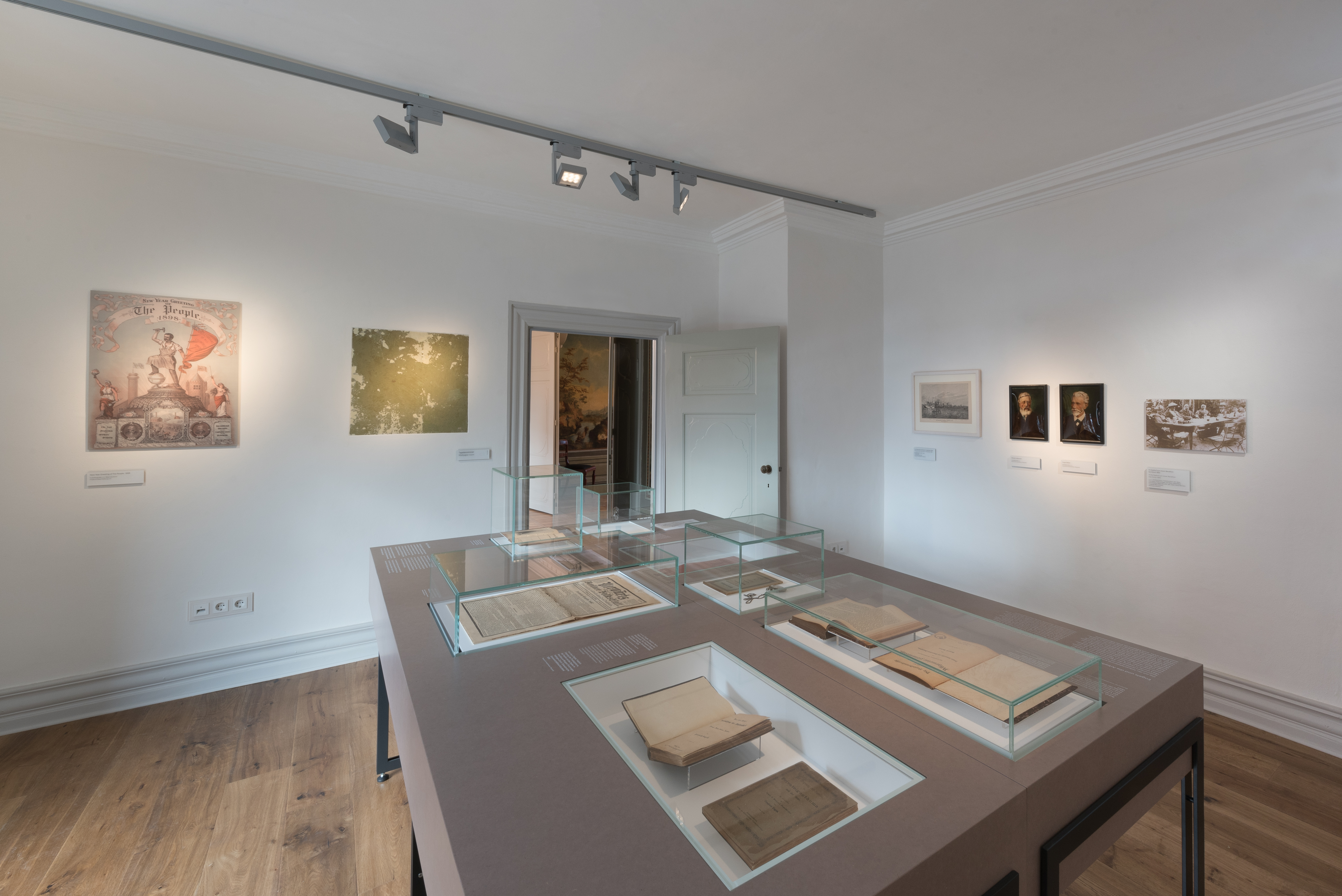
Dauerausstellung zu Leben und Werk von Friedrich Engels

Das Haus wurde 1775 von Eberhard Haarmann im Auftrag des Textilunternehmers Johann Caspar Engels sen. (1715–1787), dem Urgroßvater von Friedrich Engels, im Stil des bergischen Spätbarocks erbaut. Das Engels-Haus ist ein typisches großbürgerliches Fachwerkwohnhaus des bergischen Spätbarock. Die Ausstattung des Gebäudes legt Zeugnis ab von der guten Qualität des Kunsthandwerks der Zeit. Als repräsentatives Wohnhaus der Textilunternehmer-  und Kaufmannsfamilie Engels veranschaulicht es die Wohn- und Lebensauffassung des Großbürgertums um 1800 in Barmen. Diesem heute unter Denkmalschutz stehenden Gebäude waren seit Ende des 18. Jahrhunderts die Arbeiterhäuser der Firma Casper Engels Söhne benachbart. Dort wohnten und arbeiteten damals annähernd 300 Facharbeiter, die Bänder und Litzen, sogenannte „Barmer Artikel“, herstellten. Zudem waren eine Bleicherei und ein Betrieb zur Herstellung von Pottasche, das für die Herstellung für Farben wichtig war, angegliedert.

## Museumsbetrieb
Das Engels-Haus ist ein Standort des Museums Industriekultur Wuppertal. Es beherbergt seit 1970 eine Ausstellung zum Leben und Werk von Friedrich Engels und war ein beliebtes Reiseziel von Politikern sozialistischer Staaten. Es wurde zum 150. Geburtstag Engels eröffnet, in Anwesenheit des damaligen Bundeskanzlers Willy Brandt.
1987 besuchte der Staatsratsvorsitzende der DDR, Erich Honecker, im Rahmen seines Besuchs in der Bundesrepublik unter anderem Wuppertal und war Gast beim Engels-Haus. In einer legendären Aktion überreichte ihm bei dieser Gelegenheit der Deutsch-Rocker Udo Lindenberg vor dem Haus eine Gitarre.
Am 1. November 2016 wurde das Engels-Haus geschlossen und eine umfangreiche Bauforschung durchgeführt. Ab 2018 erfolgten Sanierungs- und Restaurierungsarbeiten im und am Gebäude. Die Wiedereröffnung des  Gebäudes konnte aufgrund der COVID-19-Pandemie nicht wie geplant zum 200. Geburtstag von Friedrich Engels am 28. November 2020 stattfinden. In Anwesenheit der Ministerin für Kultur und Wissenschaft des Landes Nordrhein-Westfalen, Isabel Pfeiffer-Poensgen, sowie über 300 Gästen wurde das Museum mit der neuen Dauerausstellung zu Leben und Werk Friedrich Engels‘ am 11. September 2021 wiedereröffnet. Höhepunkt dieser Veranstaltung war die Enthüllung des internationalen Kunstprojektes Inside out Engels.

## Veröffentlichungen
- Nachrichten aus dem Engels-Haus